# Zwerg-Kaiserkrone
Die Zwerg-Kaiserkrone (Fritillaria raddeana) ist eine Pflanzenart aus der Gattung Fritillaria innerhalb der Familie der Liliengewächse (Liliaceae).

## Beschreibung

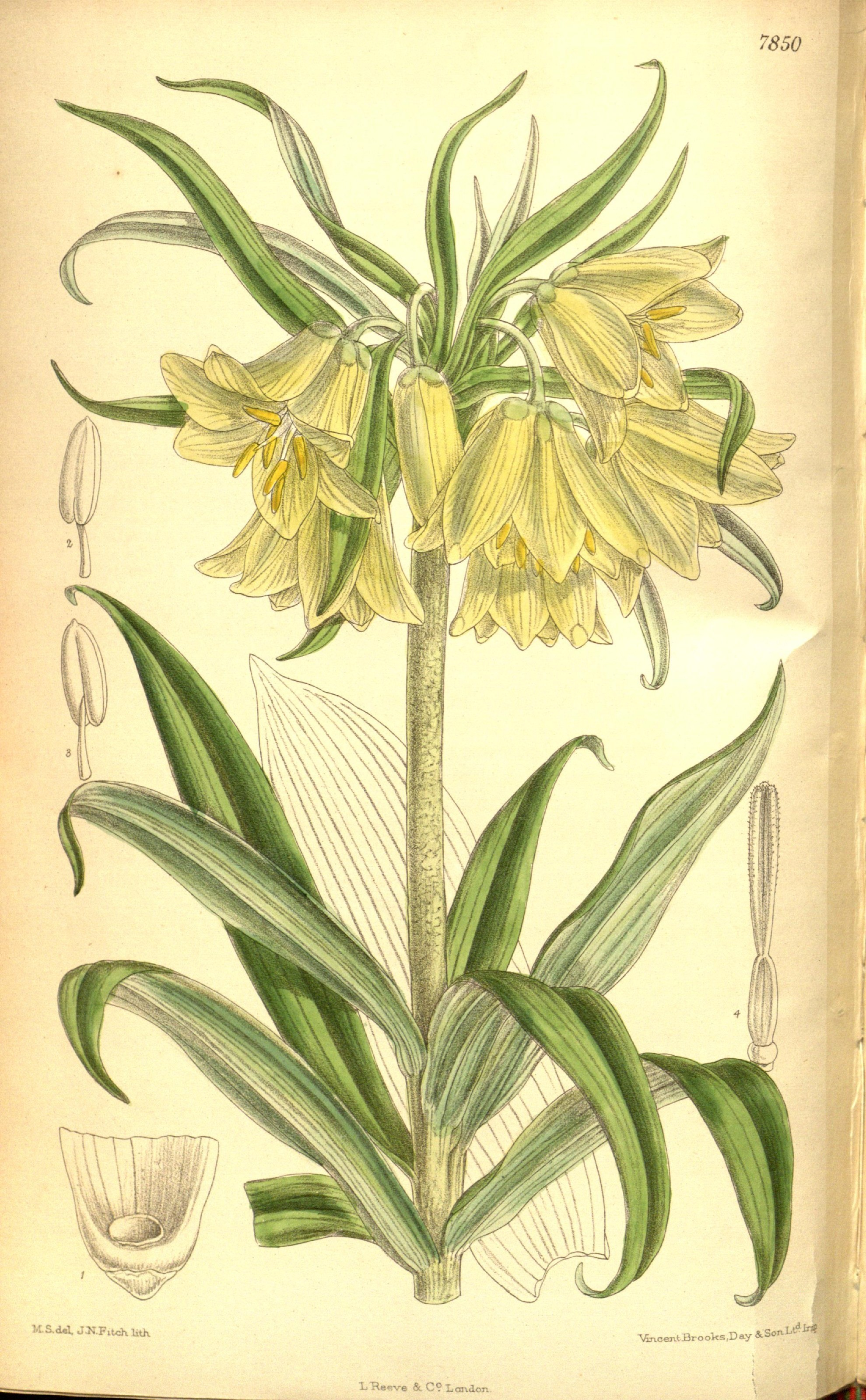
Illustration aus Curtis’s Botanical Magazine, 1902, Tafel 7850

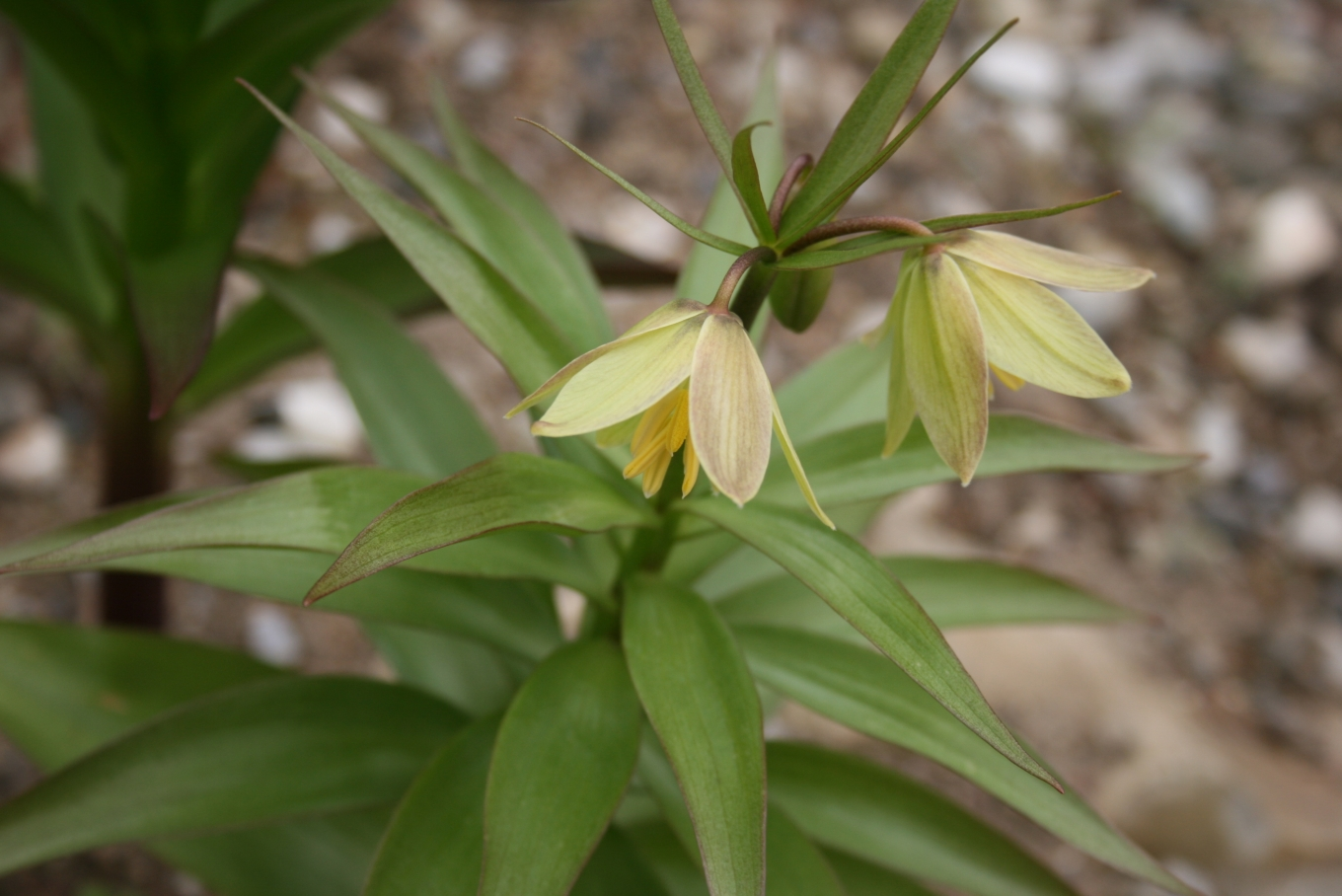
Gestielte Blüten

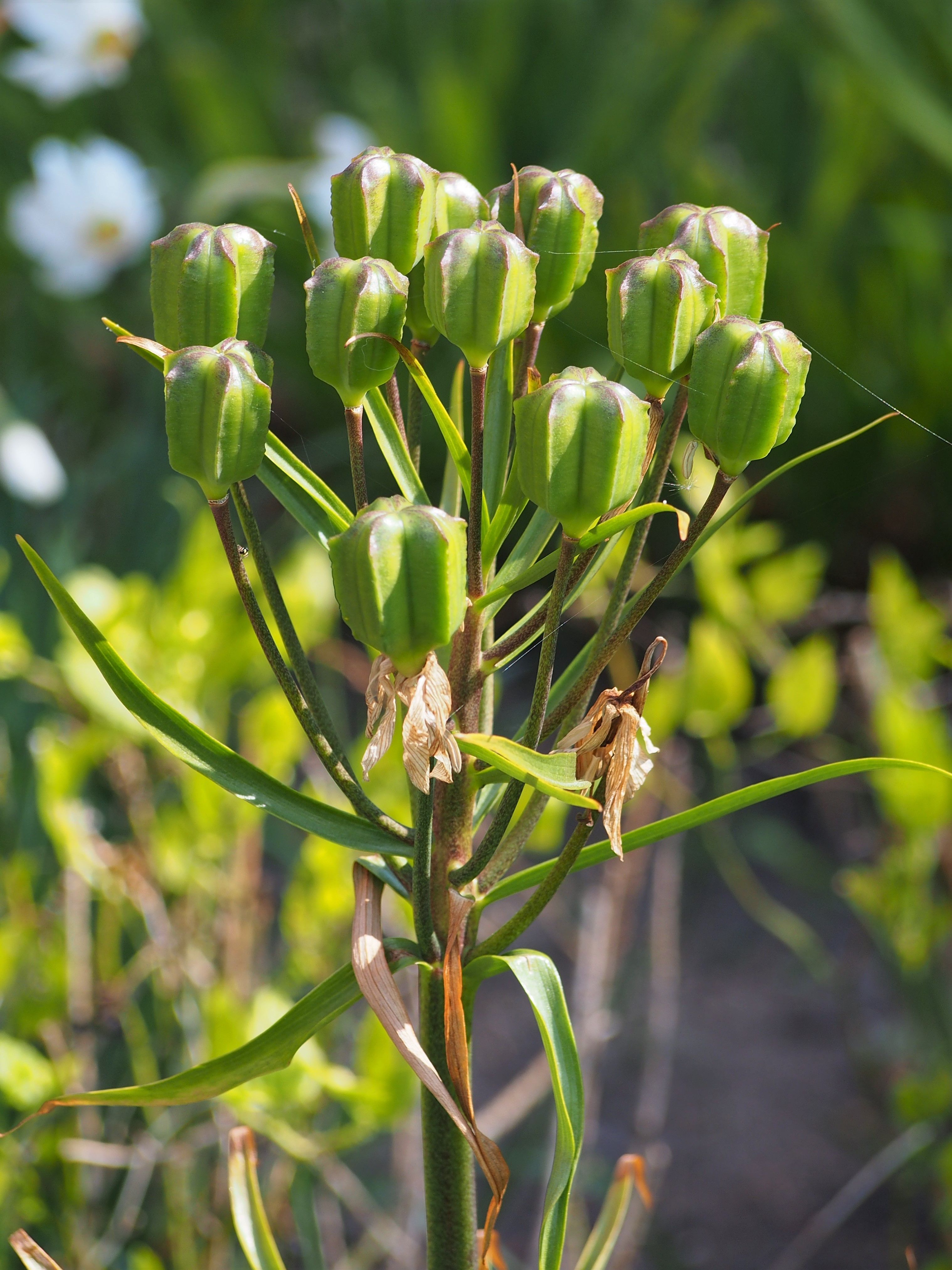
Fruchtstand mit aufrechten Kapselfrüchten

### Vegetative Merkmale
Die Zwerg-Kaiserkrone ist eine ausdauernde krautige Pflanze, die Wuchshöhen von 45 bis 80 Zentimetern erreicht. Als Überdauerungsorgane werden Zwiebeln ausgebildet, die bei Durchmessern von 4 bis 5 Zentimetern kugelig sind und fleischige Zwiebelschuppen besitzen. Die Stängel weisen Durchmesser von etwa 1 Zentimeter auf.
Die wechselständig oder meist zu dritt bis viert quirlig locker am Stängel angeordneten Laubblätter sind sitzend. Die einfache Blattspreite ist bei einer Länge von 12 bis 18 Zentimetern sowie einer Breite von 4 bis 7 Zentimetern lanzettlich oder elliptisch mit spitzem-zugespitztem oberen Ende.

### Generative Merkmale
Die Blütezeit reicht von März bis April. Der Blütenstandsschaft ist 13 bis 18 Zentimeter lang. Selten drei bis, meist fünf bis zwanzig hängende Blüten sind dicht in einem traubigen Blütenstand angeordnet. Je Blüte sind ein oder zwei Tragblätter vorhanden. Das Tragblatt ist bei einer Länge von 6 bis 10 Zentimetern sowie einer Breite von 0,5 bis 2 Zentimetern linealisch-lanzettlich. Der Blütenstiel ist 2,5 bis 3 Zentimeter lang.
Die zwittrigen Blüten sind radiärsymmetrisch und dreizählig. Die sechs glockenförmig angeordneten Blütenhüllblätter sind stroh-gelb oder grünlich-gelb. Das Blütenhüllblatt ist bei einer Länge von 3 bis 4, selten bis zu 5 Zentimetern sowie einer Breite von 1,2 bis 1,5, selten bis zu bis 2 Zentimetern länglich-lanzettlich mit spitzem oberen Ende. Die an der Basis der Blütenhüllblätter in einem Kreis angeordneten Nektarien weisen einen Durchmesser von etwa 2 Millimetern auf. Die kahlen Staubfäden sind etwa 2,2 Millimeter lang. Die Staubbeutel sind 7 bis 8 Millimeter lang. Drei Fruchtblätter sind zu einem 10 bis 11 Millimeter langen sowie etwa 4 Millimeter breiten Fruchtknoten verwachsen. Der 2,5 bis 3,0 Zentimeter lange Griffel ist für etwa 2 Millimeter dreigabelig und papillös hin zum oberen Ende. Die Narbe ist zurückgebogen.
Die aufrechte Kapselfrucht weist eine Länge von 2 bis 3 Zentimetern sowie einen Durchmesser von 2 bis 3 Zentimetern auf, mit etwa 4 Millimeter breiten Flügeln.
Die Chromosomenzahl beträgt 2n = 24.

## Ökologie
Bei der Zwerg-Kaiserkrone handelt es sich um einen Geophyten.

## Vorkommen
Die Zwerg-Kaiserkrone kommt im Kopet-Dag in Turkmenistan, im nördlichen Iran sowie in Kaschmir vor. Sie gedeiht in Höhenlagen von 900 bis 1800 Metern.

## Taxonomie
Die Erstbeschreibung von Fritillaria raddeana erfolgte 1887 durch Eduard August von Regel in Descriptiones Plantarum nonnullarum Horti Imperialis Botanici in statu vivo examinatarum. Trudy Imperatorskago S.-Peterburgskago Botanicheskago Sada, 10, 1, S. 365. Die Art wurde von Gustav Radde am 11. Mai 1886 entdeckt und gesammelt; sie ist nach ihm benannt.

## Nutzung
Die Zwerg-Kaiserkrone wird selten als Zierpflanze in Steingärten genutzt. Sie ist sehr frosthart. Sie gedeiht an sonnigen oder halbschattigen Standorten.